# المقهاية (السبرة)

تعديل مصدري - تعديل

المقهاية هي إحدى قرى عزلة بلادالشعيبي السفلى بمديرية السبرة التابعة لمحافظة إب، بلغ تعداد سكانها 650 نسمة حسب تعداد اليمن لعام 2004.